# L'Incroyable Dr Pol
L'Incroyable Dr Pol (The Incredible Dr. Pol) est une série de téléréalité diffusée sur National Geographic Channel, qui suit le vétérinaire Jan Pol (en).